# Childcare Act 2006
Childcare Act 2006 är en brittisk parlamentsakt.

## Mål
- Förbättra resultatet av Every Child Matters för förskolebarn
- Barntillsyn för arbetande föräldrar
- Information till föräldrar

## Lång titel
Den långa titeln är "An Act to make provision about the powers and duties of local authorities and other bodies in England in relation to the improvement of the well-being of young children; to make provision about the powers and duties of local authorities in England and Wales in relation to the provision of childcare and the provision of information to parents and other persons; to make provision about the regulation and inspection of childcare provision in England; to amend Part 10A of the Children Act 1989 in relation to Wales; and for connected purposes."